# Damn the Torpedoes
Albums de Tom Petty and the Heartbreakers
You're Gonna Get It!
(1978) Hard Promises
(1981)
Damn the Torpedoes est le troisième album studio du groupe de rock américain Tom Petty and the Heartbreakers.

## Historique
Cet album fut enregistré en 1979 en Californie dans les studios Sound City (Van Nuys) et Cherokee Studios (Hollywood). Il fut coproduit avec Jimmy Iovine qui a travaillé comme ingénieur du son sur les albums de John Lennon et Bruce Springsteen, il sort en octobre 1979 sur le label MCA Records et atteint la 2e place du Billboard 200. C'est le premier album du groupe à être disque de platine aux États-Unis. Deux des quatre singles issus de l'album, "Don't Do Me Like That" et "Refugee", entrent dans le top 20 du Billboard Hot 100, respectivement à la 10e et 15e place.
En 2003, l'album a été classé numéro 313 sur la liste du magazine Rolling Stone des 500 plus grands albums de tous les temps. 

## Liste des titres
Toutes les chansons sont écrites et composées par Tom Petty, sauf indication contraire.
| 1. | Refugee                           | Tom Petty, Mike Campbell | 3:21 |
| 2. | Here Comes my Girl                | Tom Petty, Mike Campbell | 4:33 |
| 3. | Even the Losers                   |                          | 3:35 |
| 4. | Shadow of a Doubt (A Complex Kid) |                          | 4:33 |
| 5. | Century City                      |                          | 3:40 |

| 6. | Don't Do Me Like That          |  | 2:40 |
| 7. | You Tell Me                    |  | 4:32 |
| 8. | What Are You Doin' in my Life? |  | 3:25 |
| 9. | Louisiana Rain                 |  | 5:51 |

## Musiciens
- Tom Petty: chant, guitares, harmonica.
- Mike Campbell: guitares, guitare slide, basse, accordeon.
- Benmont Tench: claviers, chœurs.
- Ron Blair: basse.
- Stan Lynch : batterie, percussions, chœurs.
- Donald "Duck" Dunn: basse sur You Tell Me

## Charts & certifications

### Album
| Pays             | Durée du classement | Meilleur classement |                  |
| ---------------- | ------------------- | ------------------- | ---------------- |
| Canada           | 39 semaines         | 2e                  | 29 mars 1980     |
| États-Unis       | 67 semaines         | 2e                  | 9 février 1980   |
| Nouvelle-Zélande | 40 semaines         | 1er                 | 11 mai 1980      |
| Pays-Bas         | 3 semaines          | 27e                 | 17 mai 1980      |
| Royaume-Uni      | 4 semaines          | 57e                 | 24 novembre 1979 |

Certifications
| Pays             | Ventes      | Certification | Date             |
| ---------------- | ----------- | ------------- | ---------------- |
| Canada           | 2 × Platine | 200 000 +     | 1er février 1981 |
| États-Unis       | 3 × Platine | 3 000 000 +   | 13 janvier 2015  |
| Nouvelle-Zélande | Platine     | 15 000 +      | 13 janvier 2015  |

### Singles
| Single                | Chart              | Durée du classement | Position | Date            |
| --------------------- | ------------------ | ------------------- | -------- | --------------- |
| Don't Do Me Like That | Hot 100            | 18 semaines         | 10e      | 2 février 1980  |
| Don't Do Me Like That | RPM Top Singles    | 22 semaines         | 3e       | 26 janvier 1980 |
| Don't Do Me Like That | RMNZ Singles Top40 | 15 semaines         | 17e      | 2 mars 1980     |
| Refugee               | Hot 100            | 14 semaines         | 15e      | 15 mars 1980    |
| Refugee               | (V) Ultratop       | 3 semaines          | 23e      | 26 avril 1980   |
| Refugee               | RPM Top Singles    | 34 semaines         | 2e       | 19 avril 1980   |
| Refugee               | RMNZ Singles Top40 | 17 semaines         | 3e       | 8 mai 1980      |
| Refugee               | Mega Top 50        | 8 semaines          | 24e      | 10 mai 1980     |
| Here Comes My Girl    | Hot 100            | 7 semaines          | 59e      | 24 mai 1980     |
| Here Comes My Girl    | RPM Top Singles    | 4 semaines          | 82e      | 31 mai 1980     |
| Here Comes My Girl    | RMNZ Singles Top40 | 2 semaines          | 41e      | 29 juin 1980    |